# 野澤亘伸
野澤 亘伸（のざわ ひろのぶ、1968年9月21日 - ）は、日本の男性カメラマン、タレント、ライター。

## 経歴

### カメラマン
上智大学法学部法律学科卒業後、日本写真芸術専門学校夜間部報道芸術科卒業。1993年から写真週刊誌『FLASH』の専属として報道、スポーツ、芸能などを中心に活動を開始する。1995年、カメラマンとして駆け出しのときに、地下鉄サリン事件に遭遇し、被害にあう。サリンが置かれた車両に乗り合わせ、瞳孔の縮小、激しい頭痛、吐き気などに襲われる。幸いにも半年後には、日常生活が普通にできるまでに回復したが、現場にいながら事件取材を出来なかったことに、後々まで負い目を感じたという。後にFLASHの年間スクープ賞を3度受賞するが、それはあのときの自分が背中を押したと語っている。
2000年から日本ユニセフ協会の現地視察に同行して、取材。それらの取材活動を2019年に『この世界を知るための大事な質問』（宝島社）にまとめた。2002年からタレントの写真集、グラビア撮影を開始した。2008年から約3年間で熊田曜子の写真集を4冊（いずれも晋遊舎から）撮っている。他にタレント写真集を約60冊撮影。2011年から2020年現在まで続けて『週刊実話』の表紙カメラマンを担当している。東日本大震災発生当日はテレビ収録をキャンセルし、丸1日かけて南三陸町に入り取材を行った。

### タレント
2008年に、バラエティ番組『ありえへん∞世界』でテレビ番組初出演。2010年に『スター☆ドラフト会議』パイロット版、『行列のできる法律相談所』に出演して注目を浴び、2011年に太田プロダクションと契約を結んで、タレントとして本格的に活動を始めた。

### 趣味
昆虫観察が趣味で、南米や東南アジアのジャングルに数週間、野宿して撮影に出かけている。著書に『美しすぎるカブトムシ図鑑』（双葉社刊）がある他、2017年4月から下野新聞に『すごいぜ昆虫』を2年間連載した。
将棋はアマ有段者で、将棋界を取材した記事を雑誌に発表している。2018年に『師弟〜棋士たち 魂の伝承〜』（光文社刊）を上梓した。同作で第31回将棋ペンクラブ大賞（文芸部門）を受賞。

## 人物
グラビア撮影では、「いくぞ〜」との雄叫びと共に、次々に服を脱ぎ捨て、最終的にはブーメランパンツに靴下のみという格好になる。また、「ナイスグッド」などと声を掛けながら撮影を進める。この事から、野澤は「海パンカメラマン」の異名を付けられた。熊田曜子や原幹恵といったグラビアアイドルからの信頼が厚い。
グラビアを撮影することになったのは、FLASHでスクープを撮ったご褒美として、水着キャンペーンガールを撮影したのがきっかけだった。数回のグラビア撮影の後に、いきなり写真集の話が舞い込み、タレント撮影の面白さに魅了されたという。ただ、最初はコミュニケーションが苦手で、柔らかい表情が撮れないことに悩む。そこで開き直ったのが、海パンスタイルだった。
初めて海パン一丁になったのは2006年で、15歳のジュニアアイドルの撮影の時だった。海パン一丁になることでお互いの心の装飾を取り払い、同じ水着姿のモデルの心に深く入り込むことができるのだという。グラビアの仕事が中心だった頃は、月の半分が海外ロケで、1日中海パンで撮影していた。国内のスタジオ撮影のとき、服を着て撮影していたら、モデルから「私ではテンションが上がらないのか」と言われてしまった。それで南国のビーチでなくても、海パンで撮影することが多くなったという。
海パンカメラマンという「色モノ」的なイメージから、軟派な印象があるが、本来は報道カメラマンである。大学時代は、体育会空手部主将を務めていた。子どもの頃からネイチャー系のテレビ番組が好きで、昆虫や動物を撮影することに魅かれていたという。

## 主な作品

### 写真集
| 発売日   | 題名                                   | 出版社                   | 被写体           |
| 2002年   | 2002年                                 | 2002年                   | 2002年           |
| -------- | -------------------------------------- | ------------------------ | ---------------- |
| 9月13日  | 全開 ZENKAI                            | バウハウス               | 藤川京子         |
| 2003年   |                                        |                          |                  |
| 4月      | Ultimate heroines究極乙女<vol.02>      | 三和出版                 | 藤川京子         |
| 4月11日  | 大全開 DAIZENKAI                       | バウハウス               | 藤川京子         |
| 9月12日  | Cat lady                               | バウハウス               | 那由多遥         |
| 10月     | Doll                                   | トライアングル・フォース | 有川真生         |
| 2004年   |                                        |                          |                  |
| 4月      | diva 9                                 | マイウェイ出版           | 吉沢明歩         |
| 6月14日  | DEMOLITION                             | バウハウス               | 当真ゆき         |
| 6月30日  | 我愛弥                                 | 音楽専科社               | 松本未来         |
| 7月10日  | S.W.A.T                                | アポロ出版               | 吉田千晃         |
| 8月10日  | moment                                 | アポロ出版               | 渡辺智子         |
| 8月15日  | 愛舞                                   | アポロ出版               | 結城舞衣         |
| 10月     | dive 12                                | マイウェイ出版           | 小沢菜穂         |
| 12月10日 | マッパGo!Go!Go!                        | ぶんか社                 | 藤川京子         |
| 12月25日 | HIP HOP!                               | アポロ出版社             | 篠崎まゆ         |
| 2005年   |                                        |                          |                  |
| 1月25日  | ON a PET                               | アスコム                 | 花井美里         |
| 3月10日  | ゲリラ!ゲリラ!ゲリラ!                  | ぶんか社                 | 七生奈央         |
| 3月15日  | 全開伝説                               | バウハウス               | 藤川京子         |
| 8月      | Noel                                   | メディア・クライム       | かでなれおん     |
| 2006年   |                                        |                          |                  |
| 6月8日   | all nude                               | ジーオーティー           | 果梨             |
| 9月1日   | ゆい夏の「○○○」                        | 彩文館出版               | 堀田ゆい夏       |
| 12月1日  | イイヨ                                 | 彩文館出版               | 星野美佳         |
| 2007年   |                                        |                          |                  |
| 4月1日   | ただいま15歳。                         | 彩文館出版               | 多田瑞穂         |
| 2008年   |                                        |                          |                  |
| 4月15日  | 絶対強者 PERFECT MASTER                | 晋遊舎                   | 熊田曜子         |
| 12月1日  | Risky                                  | 彩文館出版               | 小倉遥           |
| 2009年   |                                        |                          |                  |
| 5月10日  | 無敵                                   | 晋遊舎                   | 熊田曜子         |
| 7月22日  | こぼるる                               | 双葉社                   | 永作あいり       |
| 9月13日  | TUBASA                                 | 双葉社                   | 天海つばさ       |
| 12月6日  | 純真-TOMOKA                            | 双葉社                   | 南ともか         |
| 2010年   |                                        |                          |                  |
| 2月10日  | ヴィーナス                             | 晋遊舎                   | 池田夏希         |
| 2月      | My Mai Malin                           | 創芸社                   | 西田麻衣         |
| 3月14日  | Water Nymph 水の精                     | 双葉社                   | 横山美雪         |
| 4月11日  | アイドル RINA                          | 双葉社                   | 瑠川リナ         |
| 5月25日  | 天照                                   | 晋遊舎                   | 熊田曜子         |
| 10月17日 | Senhorita                              | 双葉社                   | マリア・エリヨリ |
| 11月13日 | 神美 ヤングアニマル特別編集            | 白泉社                   | Rio              |
| 2011年   |                                        |                          |                  |
| 12月10日 | 『0 -zero-』                           | 晋遊舎                   | 熊田曜子         |
| 2012年   |                                        |                          |                  |
| 7月25日  | 夏芯艶美                               | 彩文館出版               | 池田夏希         |
| 11月20日 | みる神                                 | 光文社                   | 渡辺美優紀       |
| 2014年   |                                        |                          |                  |
| 3月26日  | そらいろの樹                           | マックス                 | 相楽樹           |
| 5月30日  | 鎌田紘子大博覧会 唯美主義2014          | マックス                 | 鎌田紘子         |
| 2015年   |                                        |                          |                  |
| 7月23日  | blessing                               | 晋遊舎                   | 柳瀬早紀         |
| 9月29日  | ちゅり                                 | 光文社                   | 高柳明音         |
| 2016年   |                                        |                          |                  |
| 4月19日  | だいすき。                             | 徳間書店                 | つぼみ           |
| 10月19日 | 皆様のいっちーです                     | 双葉社                   | 市川まさみ       |
| 10月22日 | Hollyhock                              | ジーオーティー           | 葵               |
| 11月16日 | るいぽん                               | 双葉社                   | 長谷川るい       |
| 2018年   |                                        |                          |                  |
| 1月26日  | 君の前世がプリンセスだった件について。 | 徳間書店                 | 三上悠亜         |

### 著書
- 美しすぎるカブトムシ図鑑 野澤 亘伸 (著), オフィスJB (編集) 双葉社スーパームック 2014/6/5
- 師弟 (棋士たち 魂の伝承) 光文社  2021/2/9
- 絆―棋士たち　師弟の物語 マイナビ出版 2021/3/11
- 棋士の瞬き（写真集） マイナビ出版 2022/11/29

### DVD
以下、フォトグラファーとして参加した作品も含む。
| 発売日   | 題名                                                     | 出版社                     | 被写体                     |
| 2005年   | 2005年                                                   | 2005年                     | 2005年                     |
| -------- | -------------------------------------------------------- | -------------------------- | -------------------------- |
| 1月21日  | 絶対美少女主義Vol.1 現役高校生SHIZUKA featuring 野澤亘伸 | 日本メディアサプライ       | 山宮静香                   |
| 2月18日  | 激写Vol.2 現役高校生NORIKO featuring 野澤亘伸            | 日本メディアサプライ       | 木嶋のりこ                 |
| 3月18日  | 激写Vol.3 KAORI featuring 野澤亘伸                       | 日本メディアサプライ       | 高橋かおり                 |
| 4月22日  | 激写vol.4 国体水泳東京代表 小原かおり                    | 日本メディアサプライ       | 小原かおり                 |
| 5月20日  | 絶対美少女主義 激写Vol.5 絶世美少女 鈴木ゆき             | 日本メディアサプライ       | 鈴木ゆき                   |
| 6月17日  | 絶対美少女主義 激写Vol.6 卒業記念 川崎乃亜               | 日本メディアサプライ       | 川崎乃亜                   |
| 7月22日  | 激写Vol.7 YUNA featuring 野澤亘伸                        | 日本メディアサプライ       | 白石ゆうな                 |
| 8月19日  | 激写Vol.8 伝説の少女 三村翔子 featuring 野澤亘伸         | 日本メディアサプライ       | 三村翔子                   |
| 9月16日  | 激写vol.9 渡瀬真由 featuring 野澤亘伸                    | 日本メディアサプライ       | 渡瀬真由                   |
| 2006年   |                                                          |                            |                            |
| 9月22日  | 現役高校生SPECIAL 恋するアマゾネス                       | 日本メディアサプライ       | 佐倉みゅう 大内梨愛 栃木桂 |
| 2008年   |                                                          |                            |                            |
| 12月22日 | Seven                                                    | タオ                       | 華彩なな                   |
| 2010年   |                                                          |                            |                            |
| 7月20日  | ふわあり-あっつぅ〜〜い!-                                | ラインコミュニケーションズ | 黒田有彩                   |
| 7月23日  | LOVE LESSON                                              | イーネット・フロンティア   | 北谷ゆり                   |
| 7月27日  | 天照-アマテラス-                                         | 晋遊舎                     | 熊田曜子                   |
| 8月20日  | お初です!お杉です☆                                       | イーネット・フロンティア   | 杉ありさ                   |
| 8月25日  | First KISS                                               | イーネット・フロンティア   | 新生かな子                 |
| 9月22日  | ゆう♡惑 Teachar                                          | イーネット・フロンティア   | 川奈ゆう                   |
| 10月20日 | ゆりっちのキモチ                                         | イーネット・フロンティア   | 葵ゆりか                   |
| 10月20日 | やしこず☆プリーズ                                        | イーネット・フロンティア   | 矢代梢                     |
| 12月10日 | しずかに愛して                                           | 竹書房                     | 中村静香                   |
| 12月10日 | Pure smile                                               | 竹書房                     | 松下李生                   |
| 12月17日 | もっと感じて…                                            | イーネット・フロンティア   | 庄司ゆうこ                 |
| 12月17日 | Honey Lesson〜あま〜い夢〜                               | イーネット・フロンティア   | 越智亜由美                 |
| 2011年   |                                                          |                            |                            |
| 3月20日  | ぷるぷるしずか2                                          | ラインコミュニケーションズ | 中村静香                   |
| 4月20日  | しあわせのしるし                                         | ラインコミュニケーションズ | 原幹恵                     |
| 4月27日  | 放送禁止                                                 | イーネット・フロンティア   | 柏木美里                   |
| 4月27日  | ワタシノイチブブン                                       | イーネット・フロンティア   | 太田千晶                   |